# اسلوبودان پراکلیاچیچ
اسلوبودان پراک لیاچیچ (به انگلیسی: Slobodan Prakljacic) معروف به چورا، مربی والیبال اهل صربستان است. چورا سابقه مربی گری در تیم‌های سنت بریوک، پیکان، میزان خراسان، شهرداری ارومیه و کاله را دارد و در حال حاضر مربی تمرین دهنده تیم ملی والیبال ایران است.